# Fita Bayisa
Fita Bayisa (Etiopía, 5 de diciembre de 1972) fue un atleta etíope, especializado en la prueba de 5000 m en la que llegó a ser subcampeón mundial en 1991.

## Carrera deportiva
En el Mundial de Tokio 1991 ganó la medalla de plata en los 5000 metros, corriéndolos en un tiempo de 13:16.64 segundos, llegando a meta tras el keniano Yobes Ondieki y por delante del marroquí Brahim Boutayeb.